# Koupáki
Koupáki (grec moderne : Κουπάκι) est une localité située dans le dème de Doride, dans le district régional de Phocide, dans la périphérie de Grèce-Centrale, en Grèce.
Selon le recensement de 2021, elle compte 48 habitants.